# فابيانا بلترام
فابيانا بلترام (بالبرتغالية: Fabiana Beltrame‏) هي مجدفة برازيلية، ولدت في 9 أبريل 1982 في فلوريانوبوليس في البرازيل.

## وصلات خارجية
- الموقع الرسمي
- فابيانا بلترام على موقع الاتحاد الدولي للتجديف (الإنجليزية)
- فابيانا بلترام على موقع اللجنة الأولمبية الدولية (الإنجليزية)
- فابيانا بلترام على موقع أوليمبيديا (الإنجليزية)